# Дильмони, Игаль
Игаль Дилмони (род. 10 октября 1970) — генеральный директор Совета поселений.

## Биография
Игаль Дильмони родился в Раанане, учился в ешиват Бней Акива Нахалим, а затем в ешиват хесдер в Неве-Декалим в Гуш-Катифе и был одним из первых учеников подготовительной школы Бней Давид в Эли. В 1989 году Дилмони был зачислен в 890-й полк бригады десантников и по сей день продолжает служить добровольцем в резервной службе в подразделении десантников. После женитьбы он жил в Неве-Декалим в Гуш-Катифе, а позже был в числе первых семей, переехавших в Авней-Хефец в Самарии. Дильмони имеет степень бакалавра и магистра Университета Бар-Илан в области исследований земли Израиля и географии, а также сохранения ландшафтов и архитектурного наследия.
После нескольких лет, посвященных преподаванию и подготовке учеников старших классов к сдаче экзаменов на аттестат зрелости, Дильмони ушел в сферу общественной деятельности: в 1998 году он основал Туристическую ассоциацию регионального совета Самарии и руководил ею, позже был помощником Бенци Либермана и возглавил отдел стратегического планирования совета. В рамках этой должности он отвечал за развитие туристических предприятий и туристических объектов в Самарии, а также за развитие малого бизнеса в рамках совета, помогал десяткам проектов и предприятиям в Самарии в области сельского хозяйства, туризма и торговли. В 2004—2005 годах региональный совет Самарии боролся за План рамеживания из Гуш-Катифа и северной Самарии, и в течение этого периода Дильмони координировал работу штаба совета и акции протеста против плана по всей стране и в северной Самарии.
Позже Дильмони работал исполнительным директором местного совета Кдумим и директором принадлежащей местному совету коммерческой компании, в рамках чего отвечал за текущее управление и за восстановление компании от убытков.
В 2010 году Дилмони начал работать в Совете поселений в качестве вице-президента Совета по связям с общественностью и был заместителем Нафтали Бенета, когда тот занимал должность исполнительного директора Совета поселений. В ходе своей работы Дильмони создал систему ознакомительных туров Совета поселений, в рамках которой пригласил сотни знаменитостей, журналистов, политиков и лидеров общественного мнения в поселения Иудеи и Самарии. Дильмони разработал Исследовательский и информационный центр Совета, выпускал информационные материалы и карты, проводил тренинги для специалистов, а через несколько лет основал Конференцию Иудеи и Самарии по вопросам общественного мнения и коммуникациям, которую ежегодно посещают сотни общественных и медийных деятелей. После того как в 2012 году Рони Арази подал в отставку с должности пресс-секретаря Совета, Игаль Диломани занимал эту должность в дополнение к должности вице-президента более года  пока его не заменил нынешний пресс-секретарь Совета Эльнатан Захарья.
9 декабря 2014 года Дильмони объявил о намерении баллотироваться в Кнессет от партии «Еврейский дом», но занял 24 место и не был избран депутатом Кнессета .
Как директор по связям с общественностью, Дильмони являлся лицом Совета поселений в СМИ, давал десятки интервью и участвовал в дебатах с лидерами левых организаций. Был одним из создателей сети студенческих поселков «Кедма». Продвигал кампании против замораживания строительства в Иудее и Самарии, против освобождения террористов и против инициативы
Джона Керри, за применение суверенитета в Иудее и Самарии и т. п. В течение полутора десятилетий являлся участником исследовательских центров Самарии и Иудеи, занимаясь темами, связанными с исследованием поселенческой деятельности. Участвует в управлении МАТИ — центра развития предпринимательства в Иудее и Самарии — и продвигает инициативы по экономическому развитию малых предприятий как части развития региона и периферии в целом.
После ухода с поста Шило Адлера в 2019 году, Дильмони был назначен генеральным директором Совета поселений . Он отвечает за управление деятельностью организации в соответствии с её стратегическими целями, координацию с руководством ассоциации и главами самоуправлений, представляет организацию в Кнессете и в правительственных органах, координирует сотрудничество и продвижение проектов по развитию поселенческой деятельности.